# غرماشا (سر أسياب يوسفي)
غرماشا (بالفارسية: گرماشا) هي قرية تقع في إيران في قسم سر أسياب يوسفي الريفي. يقدر عدد سكانها بـ 18 نسمة بحسب إحصاء 2016.